# 王勇 (1977年)
王勇（1977年—），男，满族，黑龙江望奎人，中华人民共和国军事人物，中国共产党党员，曾任空降军特战大队副大队长，第十一届全国人民代表大会解放军代表。

## 生平
毕业于武汉汽车工业大学涂料与涂装专业。2008年起担任全国人大代表。